# Anna Laura Orrico
Anna Laura Orrico (nascida em 29 de dezembro de 1980 em Cosenza) é uma política e empresária italiana. É Secretária de Estado do Ministério do Património Nacional e Cultura e Membro da Câmara dos Deputados.

## Biografia
É deputada da XVIII Legislatura da Itália com o Movimento Cinco Estrelas por Cosenza, e desde 16 de setembro de 2019 é Subsecretária no segundo governo de Conte.